# Světový pohár v rychlobruslení 2004/2005
Světový pohár v rychlobruslení 2004/2005 byl 20. ročník Světového poháru v rychlobruslení. Konal se v období od 13. listopadu 2004 do 20. února 2005. Soutěž byla organizována Mezinárodní bruslařskou unií (ISU).
Nově byly do programu světového poháru zařazeny stíhací závody družstev.

## Kalendář
| Místo           | Datum                  | 100 m | 500 m | 1000 m | 1500 m | 3 km/5 km | 5 km/10 km | stíhací závod |
| --------------- | ---------------------- | ----- | ----- | ------ | ------ | --------- | ---------- | ------------- |
| Hamar           | 13.–14. listopadu 2004 |       |       |        | 1×     | 1×        |            | 1×            |
| Berlín          | 20.–21. listopadu 2004 |       |       |        | 1×     | 1×        |            | 1×            |
| Heerenveen      | 27.–28. listopadu 2004 |       |       |        | 1×     |           | 1×         |               |
| Nagano          | 4.–5. prosince 2004    |       | 2×    | 2×     |        |           |            |               |
| Charbin         | 11.–12. prosince 2004  | 1×    | 2×    | 2×     |        |           |            |               |
| Calgary         | 14.–15. ledna 2005     |       | 2×    | 2×     |        |           |            |               |
| Baselga di Piné | 29.–30. ledna 2005     |       |       |        | 1×     | 1×        |            | 1×            |
| Erfurt          | 12.–13. února 2005     | 1×    | 2×    | 2×     |        |           |            |               |
| Heerenveen      | 18.–20. února 2005     | 1×    | 2×    | 1×     | 1×     | 1×        | 1×         |               |

## Muži

### 100 m
| Místo          | 1. místo       | Čas      | 2. místo       | Čas      | 3. místo     | Čas      |
| -------------- | -------------- | -------- | -------------- | -------- | ------------ | -------- |
| Charbin        | Júja Oikawa    | 9,57     | Jü Feng-tchung | 9,68     | Džódži Kató  | 9,75     |
| Erfurt         | Jü Feng-tchung | 9,56     | Mark Nielsen   | 9,57     | Júja Oikawa  | 9,62     |
| Heerenveen     | Jü Feng-tchung | 9,52     | Mark Nielsen   | 9,71     | Júja Oikawa  | 10,05    |
|                |                |          |                |          |              |          |
| Celkové pořadí | Jü Feng-tchung | 280 bodů | Júja Oikawa    | 240 bodů | Mark Nielsen | 192 bodů |

### 500 m
| Místo          | 1. místo                           | Čas      | 2. místo           | Čas      | 3. místo                          | Čas      |
| -------------- | ---------------------------------- | -------- | ------------------ | -------- | --------------------------------- | -------- |
| Nagano 1       | Jeremy Wotherspoon Hirojasu Šimizu | 35,20    | —                  | —        | Keiičiró Nagašima                 | 35,25    |
| Nagano 2       | Hirojasu Šimizu                    | 34,95    | Jeremy Wotherspoon | 34,97    | Džódži Kató                       | 35,23    |
| Charbin 1      | Pekka Koskela                      | 35,38    | Džódži Kató        | 35,53    | Jeremy Wotherspoon                | 35,60    |
| Charbin 2      | Jeremy Wotherspoon                 | 35,38    | Kip Carpenter      | 35,56    | Džódži Kató                       | 35,67    |
| Calgary 1      | Erben Wennemars                    | 34,84    | Dmitrij Lobkov     | 34,85    | Gerard van Velde Tucker Fredricks | 35,00    |
| Calgary 2      | Joey Cheek                         | 34,81    | Júja Oikawa        | 34,83    | Džódži Kató                       | 34,89    |
| Erfurt 1       | Jeremy Wotherspoon                 | 35,20    | Júja Oikawa        | 35,24    | Masaaki Kobajaši                  | 35,34    |
| Erfurt 2       | Dmitrij Lobkov                     | 35,15    | Džódži Kató        | 35,19    | Jeremy Wotherspoon                | 35,27    |
| Heerenveen 1   | Dmitrij Lobkov                     | 35,11    | Jeremy Wotherspoon | 35,13    | Džódži Kató                       | 35,27    |
| Heerenveen 2   | Jeremy Wotherspoon                 | 34,96    | Džódži Kató        | 35,02    | Dmitrij Lobkov                    | 35,11    |
|                |                                    |          |                    |          |                                   |          |
| Celkové pořadí | Jeremy Wotherspoon                 | 788 bodů | Džódži Kató        | 608 bodů | Dmitrij Lobkov                    | 543 bodů |

### 1000 m
| Místo          | 1. místo        | Čas      | 2. místo                          | Čas      | 3. místo                            | Čas      | Příp. další česká účast      | Čas     |
| -------------- | --------------- | -------- | --------------------------------- | -------- | ----------------------------------- | -------- | ---------------------------- | ------- |
| Nagano 1       | Erben Wennemars | 1:09,45  | Jusuke Imai                       | 1:09,79  | Casey FitzRandolph                  | 1:09,88  | —                            | —       |
| Nagano 2       | I Kju-hjok      | 1:09,39  | Beorn Nijenhuis                   | 1:09,40  | Gerard van Velde                    | 1:09,55  | —                            | —       |
| Charbin 1      | Beorn Nijenhuis | 1:10,22  | Simon Kuipers                     | 1:10,74  | Masaaki Kobajaši                    | 1:10,76  | —                            | —       |
| Charbin 2      | Beorn Nijenhuis | 1:10,37  | Erben Wennemars                   | 1:10,63  | Gerard van Velde Jeremy Wotherspoon | 1:10,69  | —                            | —       |
| Calgary 1      | Erben Wennemars | 1:08,50  | Casey FitzRandolph                | 1:08,73  | Jan Bos                             | 1:08,99  | —                            | —       |
| Calgary 2      | Erben Wennemars | 1:08,26  | Masaaki Kobajaši Gerard van Velde | 1:08,63  | —                                   | —        | —                            | —       |
| Erfurt 1       | Erben Wennemars | 1:09,36  | Jan Bos                           | 1:09,53  | Beorn Nijenhuis                     | 1:09,67  | —                            | —       |
| Erfurt 2       | Beorn Nijenhuis | 1:09,20  | Erben Wennemars                   | 1:09,40  | Gerard van Velde                    | 1:09,50  | —                            | —       |
| Heerenveen     | Jan Bos         | 1:09,45  | Gerard van Velde                  | 1:09,68  | Erben Wennemars                     | 1:09,81  | 19. (div. B) Miroslav Vtípil | 1:15,27 |
|                |                 |          |                                   |          |                                     |          |                              |         |
| Celkové pořadí | Erben Wennemars | 708 bodů | Beorn Nijenhuis                   | 625 bodů | Gerard van Velde                    | 528 bodů | 54. Miroslav Vtípil          | 0 bodů  |

### 1500 m
| Místo           | 1. místo        | Čas      | 2. místo        | Čas      | 3. místo        | Čas      | Příp. další česká účast      | Čas     |
| --------------- | --------------- | -------- | --------------- | -------- | --------------- | -------- | ---------------------------- | ------- |
| Hamar           | Mark Tuitert    | 1:46,88  | Erben Wennemars | 1:47,17  | Beorn Nijenhuis | 1:47,46  | —                            | —       |
| Berlín          | Enrico Fabris   | 1:46,65  | Mark Tuitert    | 1:46,75  | Erben Wennemars | 1:46,91  | 33. (div. B) Miroslav Vtípil | 1:54,99 |
| Heerenveen      | Chad Hedrick    | 1:47,06  | Simon Kuipers   | 1:47,31  | Beorn Nijenhuis | 1:47,38  | 29. (div. B) Miroslav Vtípil | 1:54,90 |
| Baselga di Piné | Beorn Nijenhuis | 1:48,84  | Even Wetten     | 1:49,07  | Erben Wennemars | 1:49,89  | —                            | —       |
| Heerenveen      | Mark Tuitert    | 1:46,57  | Simon Kuipers   | 1:47,02  | Erben Wennemars | 1:47,52  | 27. (div. B) Miroslav Vtípil | 1:53,95 |
|                 |                 |          |                 |          |                 |          |                              |         |
| Celkové pořadí  | Mark Tuitert    | 361 bodů | Erben Wennemars | 322 bodů | Beorn Nijenhuis | 300 bodů | 43. Miroslav Vtípil          | 0 bodů  |

### 5000 m/10 000 m
| Místo           | Disciplína     | 1. místo                   | Čas      | 2. místo          | Čas      | 3. místo       | Čas      | Příp. další česká účast      | Čas      |
| --------------- | -------------- | -------------------------- | -------- | ----------------- | -------- | -------------- | -------- | ---------------------------- | -------- |
| Hamar           | 5000 m         | Gianni Romme               | 6:19,06  | Øystein Grødum    | 6:20,88  | Bob de Jong    | 6:22,04  | —                            | —        |
| Berlín          | 5000 m         | Gianni Romme               | 6:14,70  | Øystein Grødum    | 6:16,74  | Carl Verheijen | 6:18,12  | 34. (div. B) Miroslav Vtípil | 6:56,27  |
| Heerenveen      | 10 000 m       | Gianni Romme               | 13:08,00 | Øystein Grødum    | 13:08,52 | Carl Verheijen | 13:10,54 | 18. (div. B) Miroslav Vtípil | 14:28,61 |
| Baselga di Piné | 5000 m         | Øystein Grødum             | 6:31,39  | Jochem Uytdehaage | 6:32,58  | Bob de Jong    | 6:33,35  | —                            | —        |
| Heerenveen 1    | 5000 m         | Bob de Jong                | 6:19.28  | Øystein Grødum    | 6:20.94  | Chad Hedrick   | 6:21.01  | 23. (div. B) Miroslav Vtípil | 6:57,56  |
| Heerenveen 2    | 10 000 m       | Øystein Grødum Bob de Jong | 13:05,44 | —                 | —        | Carl Verheijen | 13:13,33 | 22. (div. B) Miroslav Vtípil | 14:33,27 |
|                 |                |                            |          |                   |          |                |          |                              |          |
| Celkové pořadí  | Celkové pořadí | Øystein Grødum             | 520 bodů | Bob de Jong       | 460 bodů | Gianni Romme   | 460 bodů | 42. Miroslav Vtípil          | 0 bodů   |

### Stíhací závod družstev
| Místo           | 1. místo                                               | Čas      | 2. místo                                               | Čas      | 3. místo                                              | Čas      |
| --------------- | ------------------------------------------------------ | -------- | ------------------------------------------------------ | -------- | ----------------------------------------------------- | -------- |
| Hamar           | USA KC Boutiette Chad Hedrick Derek Parra              | 3:48,56  | Itálie Matteo Anesi Stefano Donagrandi Enrico Fabris   | 3:51,20  | Polsko Witold Mazur Paweł Zygmunt Konrad Niedźwiedzki | 3:52,30  |
| Berlín          | Nizozemsko Mark Tuitert Carl Verheijen Erben Wennemars | 3:46,44  | Německo Stefan Heythausen Jan Friesinger Jörg Dallmann | 3:48,59  | Itálie Matteo Anesi Stefano Donagrandi Enrico Fabris  | 3:49,17  |
| Baselga di Piné | Norsko Øystein Grødum Eskil Ervik Petter Andersen      | 3:52,53  | USA Chad Hedrick Derek Parra KC Boutiette              | 3:54,05  | Polsko Paweł Zygmunt Witold Mazur Konrad Niedźwiedzki | 3:54,78  |
|                 |                                                        |          |                                                        |          |                                                       |          |
| Celkové pořadí  | Itálie                                                 | 186 bodů | Polsko                                                 | 185 bodů | Nizozemsko                                            | 182 bodů |

## Ženy

### 100 m
| Místo          | 1. místo        | Čas      | 2. místo        | Čas      | 3. místo        | Čas      |
| -------------- | --------------- | -------- | --------------- | -------- | --------------- | -------- |
| Charbin        | Sajuri Ósugaová | 10,43    | Šihomi Šinjaová | 10,61    | Sing Aj-chua    | 10,62    |
| Erfurt         | Sajuri Ósugaová | 10,42    | Jenny Wolfová   | 10,56    | Judith Hesseová | 10,63    |
| Heerenveen     | Jenny Wolfová   | 10,43    | Sajuri Ósugaová | 10,46    | Sing Aj-chua    | 10,47    |
|                |                 |          |                 |          |                 |          |
| Celkové pořadí | Sajuri Ósugaová | 280 bodů | Jenny Wolfová   | 220 bodů | Sing Aj-chua    | 180 bodů |

### 500 m
| Místo          | 1. místo                    | Čas      | 2. místo           | Čas      | 3. místo                        | Čas      |
| -------------- | --------------------------- | -------- | ------------------ | -------- | ------------------------------- | -------- |
| Nagano 1       | Wang Man-li                 | 38,42    | Tomomi Okazakiová  | 38,56    | Šihomi Šinjaová Sajuri Jošiiová | 38,59    |
| Nagano 2       | Sajuri Ósugaová Wang Man-li | 38,13    | —                  | —        | Tomomi Okazakiová               | 38,25    |
| Charbin 1      | Wang Man-li                 | 38,73    | Anželika Kotjugová | 38,85    | Sajuri Ósugaová                 | 38,87    |
| Charbin 2      | Wang Man-li                 | 38,71    | Anželika Kotjugová | 38,75    | Monique Garbrechtová-Enfeldtová | 38,91    |
| Calgary 1      | Wang Man-li                 | 37,91    | Anželika Kotjugová | 37,95    | Tomomi Okazakiová               | 37,99    |
| Calgary 2      | Tomomi Okazakiová           | 37,73    | Jukari Watanabeová | 37,87    | Anželika Kotjugová              | 37,95    |
| Erfurt 1       | Anželika Kotjugová          | 37,92    | Sajuri Jošiiová    | 38,01    | Monique Garbrechtová-Enfeldtová | 38,31    |
| Erfurt 2       | Wang Man-li                 | 38,13    | Anželika Kotjugová | 38,14    | Sajuri Jošiiová                 | 38,35    |
| Heerenveen 1   | Wang Man-li                 | 38,34    | Marianne Timmerová | 38,42    | Sajuri Ósugaová                 | 38,45    |
| Heerenveen 2   | Sajuri Jošiiová             | 38,44    | Wang Man-li        | 38,45    | Tomomi Okazakiová               | 38,57    |
|                |                             |          |                    |          |                                 |          |
| Celkové pořadí | Wang Man-li                 | 890 bodů | Tomomi Okazakiová  | 655 bodů | Anželika Kotjugová              | 614 bodů |

### 1000 m
| Místo          | 1. místo              | Čas      | 2. místo                        | Čas      | 3. místo           | Čas      |
| -------------- | --------------------- | -------- | ------------------------------- | -------- | ------------------ | -------- |
| Nagano 1       | Chiara Simionatová    | 1:16,91  | Wang Man-li                     | 1:17,19  | Sajuri Jošiiová    | 1:17,25  |
| Nagano 2       | Chiara Simionatová    | 1:16,04  | Marianne Timmerová              | 1:16,23  | Tomomi Okazakiová  | 1:16,99  |
| Charbin 1      | Anželika Kotjugová    | 1:18,16  | Shannon Rempelová               | 1:18,48  | Chiara Simionatová | 1:18,60  |
| Charbin 2      | Chiara Simionatová    | 1:17,93  | Monique Garbrechtová-Enfeldtová | 1:18,00  | Marianne Timmerová | 1:18,07  |
| Calgary 1      | Chiara Simionatová    | 1:15,29  | Shannon Rempelová               | 1:15,95  | Anželika Kotjugová | 1:16,11  |
| Calgary 2      | Chiara Simionatová    | 1:14,89  | Anželika Kotjugová              | 1:15,12  | Marianne Timmerová | 1:15,16  |
| Erfurt 1       | Jennifer Rodriguezová | 1:15,52  | Anželika Kotjugová              | 1:15,73  | Sabine Völkerová   | 1:16,16  |
| Erfurt 2       | Marianne Timmerová    | 1:15,58  | Chiara Simionatová              | 1:15,62  | Sabine Völkerová   | 1:15,81  |
| Heerenveen     | Jennifer Rodriguezová | 1:15,65  | Sabine Völkerová                | 1:16,41  | Chiara Simionatová | 1:16,51  |
|                |                       |          |                                 |          |                    |          |
| Celkové pořadí | Chiara Simionatová    | 770 bodů | Marianne Timmerová              | 557 bodů | Anželika Kotjugová | 488 bodů |

### 1500 m
| Místo           | 1. místo              | Čas      | 2. místo              | Čas      | 3. místo              | Čas      | Příp. další česká účast        | Čas     |
| --------------- | --------------------- | -------- | --------------------- | -------- | --------------------- | -------- | ------------------------------ | ------- |
| Hamar           | Jennifer Rodriguezová | 1:57,02  | Cindy Klassenová      | 1:57,35  | Chiara Simionatová    | 1:57,84  | 20. (div. B) Martina Sáblíková | 2:04,08 |
| Berlín          | Cindy Klassenová      | 1:56,81  | Anni Friesingerová    | 1:57,14  | Jennifer Rodriguezová | 1:57,16  | 20. (div. B) Martina Sáblíková | 2:05,92 |
| Heerenveen      | Cindy Klassenová      | 1:56,60  | Jennifer Rodriguezová | 1:57,33  | Renate Groenewoldová  | 1:57,63  | 15. (div. B) Martina Sáblíková | 2:04,27 |
| Baselga di Piné | Anni Friesingerová    | 1:59,46  | Daniela Anschützová   | 2:00,38  | Cindy Klassenová      | 2:00,65  | 8. (div. B) Martina Sáblíková  | 2:09,24 |
| Heerenveen      | Cindy Klassenová      | 1:56,02  | Daniela Anschützová   | 1:57,49  | Chiara Simionatová    | 1:57,82  | —                              | —       |
|                 |                       |          |                       |          |                       |          |                                |         |
| Celkové pořadí  | Cindy Klassenová      | 450 bodů | Jennifer Rodriguezová | 310 bodů | Anni Friesingerová    | 262 bodů | 45. Martina Sáblíková          | 1 bod   |

### 3000 m/5000 m
| Místo           | Disciplína     | 1. místo             | Čas      | 2. místo             | Čas      | 3. místo             | Čas      | Příp. další česká účast       | Čas     |
| --------------- | -------------- | -------------------- | -------- | -------------------- | -------- | -------------------- | -------- | ----------------------------- | ------- |
| Hamar           | 3000 m         | Kristina Grovesová   | 4:06,77  | Clara Hughesová      | 4:07,06  | Gretha Smitová       | 4:07,92  | 2. (div. B) Martina Sáblíková | 4:13,57 |
| Berlín          | 3000 m         | Clara Hughesová      | 4:03,14  | Renate Groenewoldová | 4:05,18  | Anni Friesingerová   | 4:06,28  | 17. Martina Sáblíková         | 4:15,33 |
| Heerenveen      | 5000 m         | Renate Groenewoldová | 7:01,21  | Clara Hughesová      | 7:01,24  | Gretha Smitová       | 7:04,09  | 13. Martina Sáblíková         | 7:13,10 |
| Baselga di Piné | 3000 m         | Anni Friesingerová   | 4:11,56  | Claudia Pechsteinová | 4:12,81  | Daniela Anschützová  | 4:15,53  | 13. Martina Sáblíková         | 4:22,00 |
| Heerenveen 1    | 3000 m         | Claudia Pechsteinová | 4:05,09  | Cindy Klassenová     | 4:07,25  | Daniela Anschützová  | 4:07,94  | —                             | —       |
| Heerenveen 2    | 5000 m         | Claudia Pechsteinová | 6:56,79  | Gretha Smitová       | 7:02,38  | Renate Groenewoldová | 7:05,46  | —                             | —       |
|                 |                |                      |          |                      |          |                      |          |                               |         |
| Celkové pořadí  | Celkové pořadí | Claudia Pechsteinová | 430 bodů | Renate Groenewoldová | 415 bodů | Gretha Smitová       | 338 bodů | 18. Martina Sáblíková         | 63 bodů |

### Stíhací závod družstev
| Místo           | 1. místo                                                   | Čas      | 2. místo                                                                  | Čas      | 3. místo                                                    | Čas      |
| --------------- | ---------------------------------------------------------- | -------- | ------------------------------------------------------------------------- | -------- | ----------------------------------------------------------- | -------- |
| Hamar           | Kanada Kristina Grovesová Clara Hughesová Cindy Klassenová | 3:05,49  | USA Maria Lambová Catherine Raneyová Jennifer Rodriguezová                | 3:05,69  | Japonsko Eriko Išinová Nami Nemotová Maki Tabataová         | 3:06,51  |
| Berlín          | Kanada Kristina Grovesová Clara Hughesová Cindy Klassenová | 3:03,07  | Japonsko Eriko Išinová Nami Nemotová Maki Tabataová                       | 3:03,21  | USA Jennifer Rodriguezová Catherine Raneyová Chris Wittyová | 3:04,58  |
| Baselga di Piné | Japonsko Eriko Išinová Maki Tabataová Nami Nemotová        | 3:11,53  | Nizozemsko Frederique Ankonéová Jenita Hulzeboschová-Smitová Marja Visová | 3:13,69  | Itálie Adelia Marraová Chiara Simionatová Nicola Mayrová    | 3:13,73  |
|                 |                                                            |          |                                                                           |          |                                                             |          |
| Celkové pořadí  | Japonsko                                                   | 250 bodů | Kanada                                                                    | 200 bodů | Nizozemsko                                                  | 200 bodů |